# Electrical Storm
Singles de U2
Walk On Vertigo
Electrical Storm est une chanson du groupe de rock irlandais U2, sortie le 21 octobre 2002 et produite par l'Anglais William Orbit. 
Elle est l'unique single de leur seconde compilation The Best of 1990-2000 et l'une des deux nouvelles chansons enregistrées pour cet album (l'autre étant The Hands That Built America). Le clip-vidéo d'Electrical Storm relate la tension entre deux amants qui sont joués par Larry Mullen Junior et Samantha Morton aux petites heures du matin dans une ville côtière française. La chanson a été interprétée en concert pour la première fois à Barcelone lors du  U2 360° Tour, le 2 juillet 2009.
Electrical Storm a atteint la première place au Canada, en Italie et en Espagne. Elle a aussi culminé dans le top 10 dans 14 autres pays, dont l’Irlande et le Royaume-Uni, atteignant respectivement les deuxième et cinquième places.